# جيسي جاي تايلور
جيسي جاي تايلور (بالإنجليزية: Jesse J. Taylor)‏ هو عسكري أمريكي، ولد في 16 يناير 1925 في ويتشيتا في الولايات المتحدة، وتوفي في 17 نوفمبر 1965.